# Argophyllaceae
Argophyllaceae (Engl.) Takh., 1987 è una famiglia di piante angiosperme eudicotiledoni appartenenti all'ordine delle Asterales.

## Etimologia
Il nome della famiglia deriva dal suo genere più importante (Argophyllum) la cui etimologia deriva da due parole greche: "argo" (= brillante, argento) e "phyllum" (= foglie); con probabile riferimento alla lucentezza delle foglie di alcune specie di questa famiglia. Il nome scientifico di questa famiglia è stato proposto inizialmente dal botanico Heinrich Gustav Adolf Engler (1844-1930), famoso per i suoi lavori sulla tassonomia delle piante, perfezionato successivamente dal botanico russo Armen Leonovich Takhtajan (1910-2009) nella pubblicazione "Sistema Magnoliofitov. Leningrad, Russia - 208 (1987)" del 1987.

## Descrizione

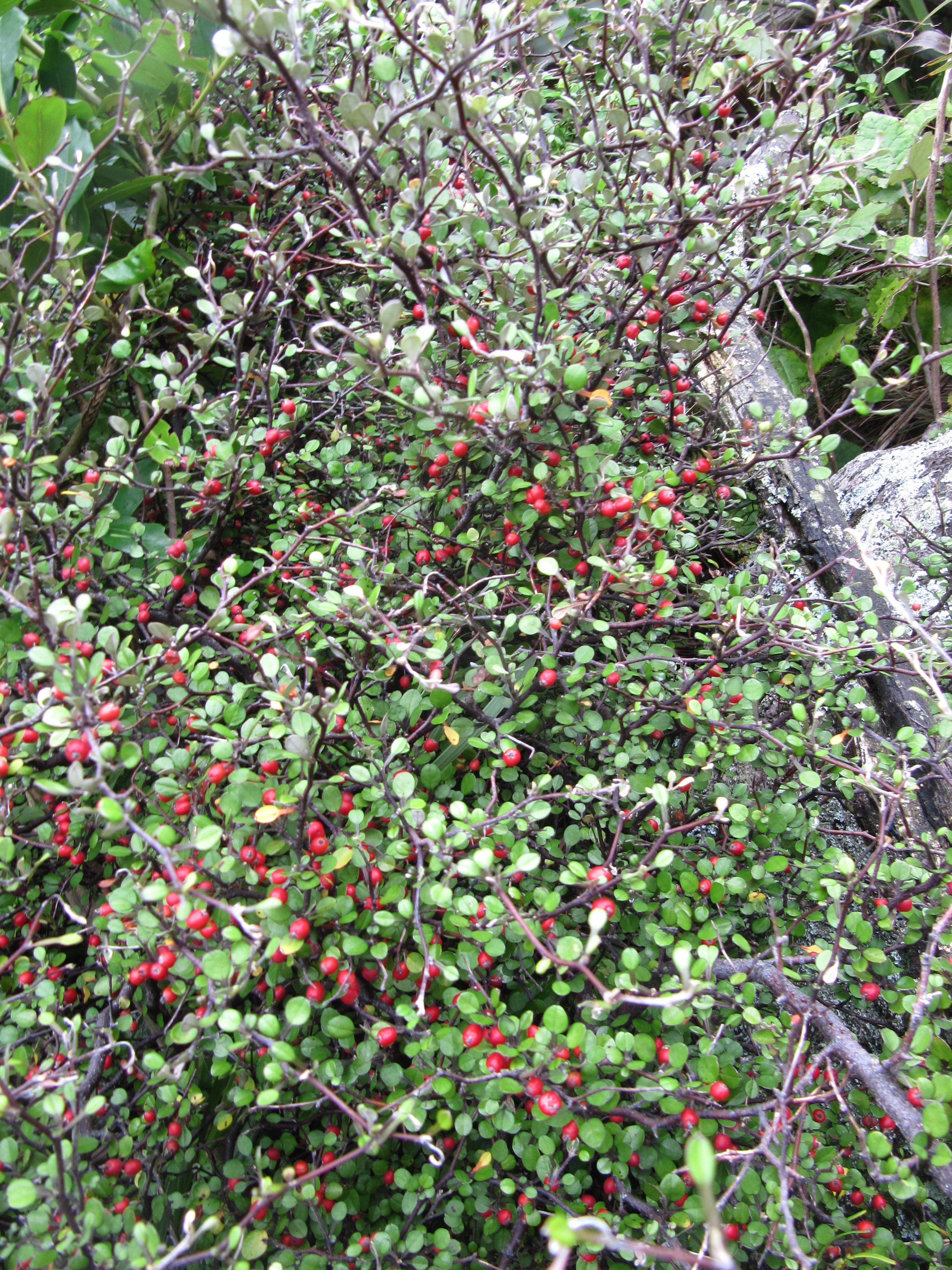
Il portamento
Corokia cotoneaster

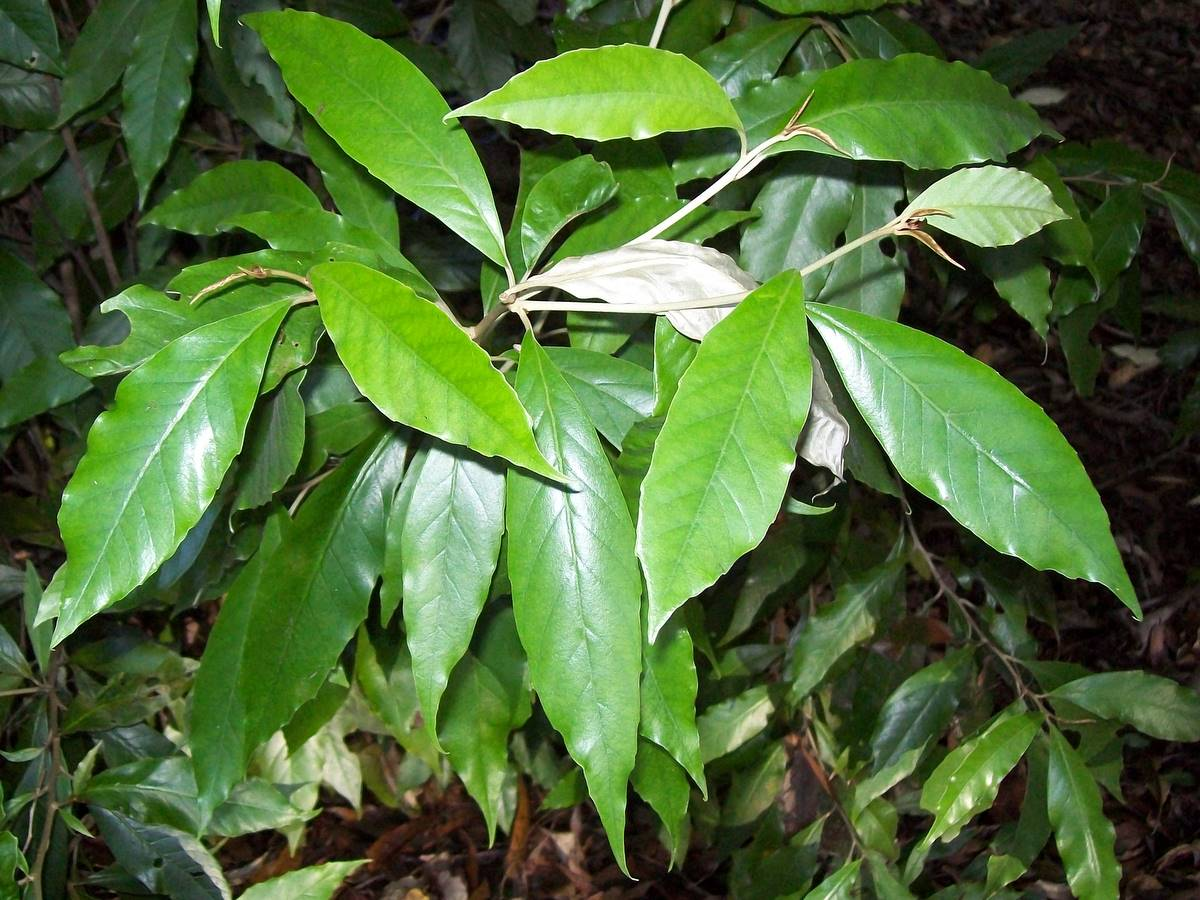
Le foglie
Argophyllum nullumense

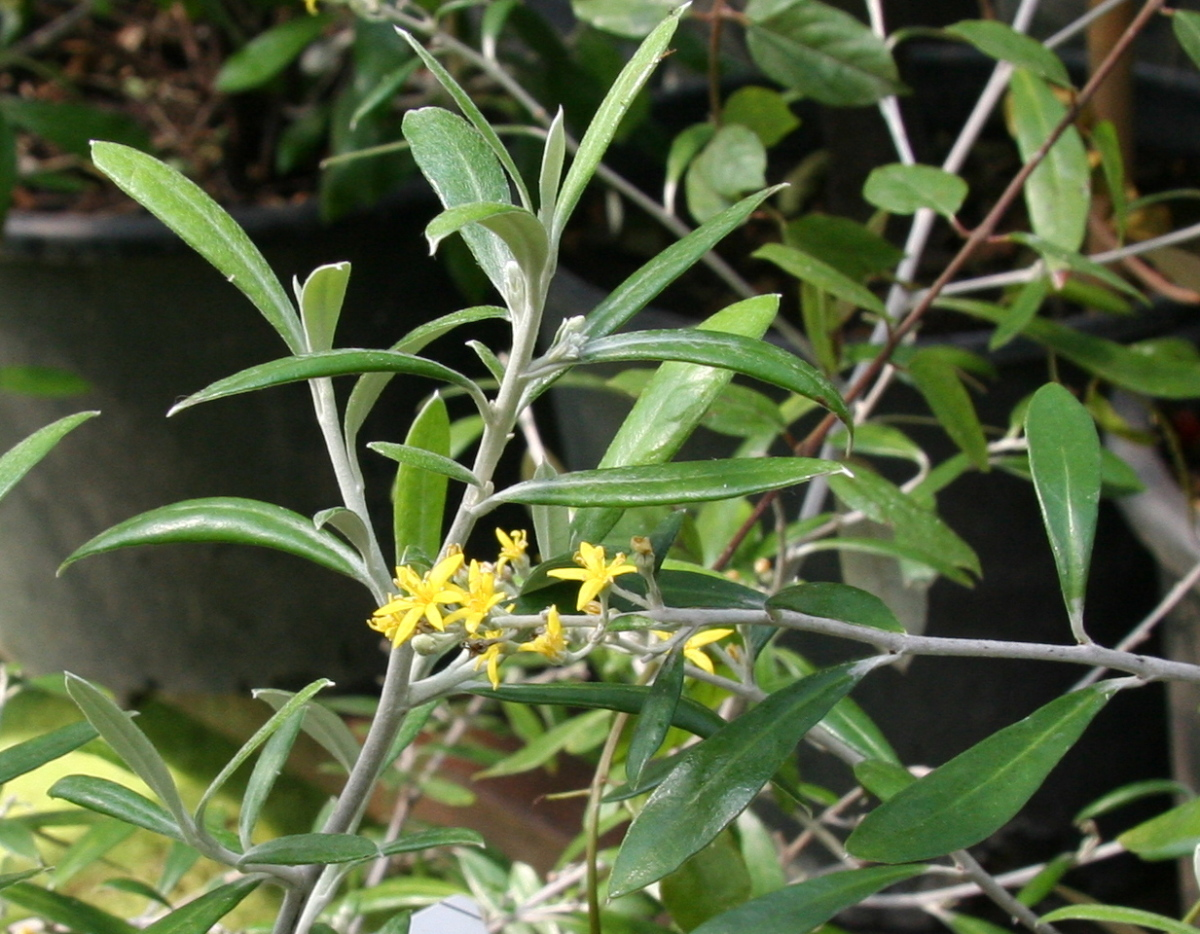
I fiori
Corokia buddleioides

L'habitus delle piante di questa famiglia è arbustivo o formato da piccoli alberi (massimo 7 metri). I rami, le foglie e le infiorescenze spesso sono ricoperte di tricomi a forma di "T". Queste piante contengono tannini, composti fenolici semplici, acido caffeico, acido cumarico, saponine triterpeniche e acido ellagico.
La disposizione delle foglie lungo il caule è alternata (a volte si presentano in fascetti di 3 - 4 foglie); le foglie sono prive di stipole; la lamina è semplice con forme più o meno lanceolate; i bordi sono interi o seghettati.
Le infiorescenze sono formate da fiori solitari o raggruppati in posizione ascellare o terminale. La forma delle infiorescenze è panicolata o racemosa.
I fiori sono ermafroditi e tetraciclici (ossia il fiore possiede 4 verticilli: calice – corolla – androceo – gineceo) e pentameri (ogni verticillo ha 5 elementi - 6 elementi in Corokia collenettei).
Formula fiorale: * K (5), C (5), A 5, G 2 (infero), bacca
Il calice è formato da 5 (o fino a 8) sepali connati alla base e persistenti. Il tubo del calice è adnato all'ovario. Lunghezza dei sepali: 0,5 – 3 mm.
La corolla, gamopetala (solo alla base) oppure no e actinomorfa, è composta da 5 petali (o fino a 8) alternati ai sepali. Il colore è giallo o bianco. Sul lato adassiale (alla base del petalo) sono presenti delle ligule frangiate (10 - 20 frange sottili). Lunghezza dei petali: 2 – 6 mm.
L'androceo è composto da 5 stami isomeri, liberi e disposti in modo alternato ai petali. Le antere hanno delle forme da elongato-ovate a elongate e sono introrse. La deiscenza è longitudinale.
Il gineceo è bicarpellare, sincarpico con 1-3 loculi a placentazione assile. L'ovario è infero (o talvolta semi-infero). Gli ovuli (anatropi, ossia capovolti) sono da 1 a 50 per loculo.  Lo stilo è unico con uno stigma a 2-5 lobi più o meno capitati (con capocchia).
Il frutto è una capsula loculicida oppure è una drupa. I semi hanno una forma obovata oppure lineare-elongata.

## Riproduzione
La riproduzione è tramite impollinazione. I semi (molti) contengono dell'endosperma carnoso e sono a due cotiledoni.

## Distribuzione e habitat
Le specie di questa famiglia sono principalmente distribuite nella Nuova Zelanda, nella Nuova Caledonia e in Australia orientale. La tabella più sotto indica per ogni genere la sua distribuzione e l'habitat tipico.

## Tassonomia
Questa famiglia è descritta all'interno dell'ordine delle Asterales (lo stesso ordine delle Compositae, la famiglia più numerosa di specie botaniche) che comprende una dozzina di famiglie e circa 25.000 specie, le cui piante sono caratterizzate dal contenere sostanze di riserva come l'oligosaccaride inulina e dall'impollinazione con meccanismo "a pistone".
Basionimo: Argophylleae, Engler (ex tribù della famiglia Saxifragaceae).

### Filogenesi

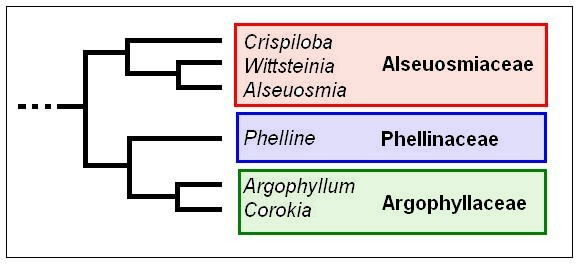
Cladogramma della famiglia Argophyllaceae

Nel gruppo delle Asterales Argophyllaceae occupa una posizione intermedia e forma un gruppo monofiletico con le famiglie Phellinaceae e Alseuosmiaceae; in particolare queste due ultime famiglie sono “gruppo fratello” di Argophyllaceae (altri studi raggruppano Phellinaceae con Argophyllaceae). Tutte e tre le famiglie sono monofiletiche (vedi il cladogramma a lato tratto dallo studio citato, semplificato e rappresentante una possibile configurazione filogenetica).
I caratteri più distintivi per questa famiglia sono:
- gli stami sono nello stesso numero dei petali della corolla;
- i petali della corolla hanno delle appendici;
- la corolla è actinomorfa;
- le piante sono legnose;
- i sepali sono fusi insieme (almeno alla base):
- i frutti sono delle capsule o drupe.

Una famiglia molto simile è Phellinaceae con la quale condivide rami con sughero sotto-epidermico, esina rugosa nel polline, stilo corto e ovuli anatropi.
I due generi della famiglia si distinguono per i seguenti caratteri:
- Argophyllum: l'ovario è semi-infero con più ovuli per ogni loculo; il frutto è una capsula lucolicida.
- Corokia: l'ovario è infero con un ovulo in ogni loculo con placentazione apicale; il frutto è una drupa.

Il numero cromosomico delle specie di questa famiglia è 2n = 18 (genere Corokia).

### Generi della famiglia
La famiglia si compone di 2 generi e 28 specie:

| Genere                                   | Numero specie | Distribuzione                        | Habitat                                            |
| ---------------------------------------- | ------------- | ------------------------------------ | -------------------------------------------------- |
| Argophyllum J.R.Forst. & G. Forst., 1776 | 22 spp.       | Australia orientale                  | Zone montane                                       |
| Corokia A. Cunn., 1839                   | 6 spp.        | Australia e altre isole del Pacifico | Dalle rive dei fiumi di pianura alle zone rocciose |

### Specie diArgophyllum
Elenco delle specie di Argophyllum:
- Argophyllum acinetochromum Guillaumin, 1953
- Argophyllum brevipetalum Guillaumin, 1953
- Argophyllum brevistylum Guillaumin, 1953
- Argophyllum cryptophlebum Zemann, 1907
- Argophyllum curtum A.R.Bean & P.I.Forst., 2018
- Argophyllum ellipticum Labill., 1824
- Argophyllum ferrugineum A.R.Bean & P.I.Forst., 2018
- Argophyllum grunowii Zahlbr., 1888
- Argophyllum heterodontum  A.R.Bean & P.I.Forst., 2018
- Argophyllum iridescens  A.R.Bean & P.I.Forst., 2018
- Argophyllum jagonis A.R.Bean & P.I.Forst., 2018
- Argophyllum latifolium Vieill. ex Zemann, 1907
- Argophyllum laxum Schltr., 1906
- Argophyllum lejourdanii F.Muell., 1863
- Argophyllum loxotrichum A.R.Bean & P.I.Forst., 2018
- Argophyllum montanum Schltr., 1906
- Argophyllum nitidum J.R.Forst. & G.Forst., 1775
- Argophyllum nullumense R.T.Baker, 1900
- Argophyllum palumense A.R.Bean & P.I.Forst., 2018
- Argophyllum schlechterianum Bonati & Petitm., 1907
- Argophyllum verae P.I.Forst.	, 1990
- Argophyllum vernicosum Däniker, 1931

### Specie diCorokia
Elenco delle specie di Corokia:
- Corokia buddleioides A.Cunn., 1839
- Corokia carpodetoides (F.Muell.) L.S.Sm., 1958
- Corokia collenettei L.Riley, 1926
- Corokia cotoneaster Raoul, 1844
- Corokia macrocarpa Kirk, 1899
- Corokia whiteana L.S.Sm., 1958

### Sinonimi
L'entità di questa voce ha avuto nel tempo diverse nomenclature. L'elenco seguente indica alcuni tra i sinonimi più frequenti:
- Corokiaceae Kapil ex Takht., 1997